# Circo romano di Aquileia
Il circo romano di Aquileia era un'antica struttura per le corse dei cavalli, collegata alla vicina residenza imperiale (posizionata ad est dell'impianto), presso la quale risiedette Massimiano (a partire dal 293 fino almeno al 305), che ne ordinò la costruzione sulla base di un progetto di abbellimento di Aquileia, quale capitale tetrarchica.

## Storia
Il circo venne edificato attorno al 293 da Massimiano, il quale, una volta divenuto Augusto d'Occidente, preferì avere due capitali: Aquileia, più ad est (utilizzata sia come porto fluviale-marittimo, sia come base militare, vista la sua vicinanza al limes dei Claustra Alpium Iuliarum) e Mediolanum, più ad ovest. Entrambe queste due "capitali" furono poi dotate di una zecca, e nel caso di Aquileia a partire dal 294. Il circo era ancora attivo nel 425, quando Valentiniano III vi fece uccidere in modo teatrale l'usurpatore Giovanni Primicerio.

## Struttura

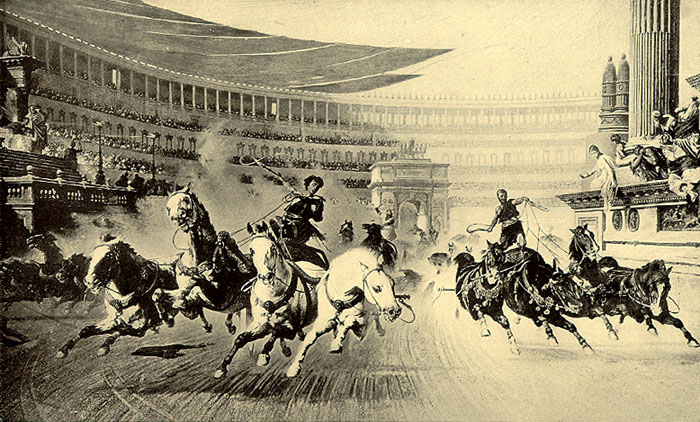
Ricostruzione artistica di un circo dell'antica Roma (1913).

Il Circus era posizionato al di fuori dell'antico tracciato delle mura repubblicane di Aquileia, nell'angolo nord-ovest della città. La struttura misurava 450 metri di lunghezza e 85 metri di larghezza (con 75-65 metri di larghezza dell'arena e 15-20 metri della cavea), molto simile a quella della struttura "gemella" di Mediolanum. La distanza tra i carceres (che si trovavano nella parte nord del circo) e la balaustra centrale (o "spina") non è al momento identificabile, come neppure la lunghezza dell'intera "spina" centrale. La capienza complessiva dell'intera struttura era molto similare a quella del circo romano di Milano. Certamente fu nell'ordine di alcune decine di migliaia di spettatori.

## Archeologia dell'antico circo
La prima importante campagna di scavi iniziò nel 1873-1876, mentre nel 1975 fu indagata l'area della "curva". La datazione della maggior parte delle costruzioni secondo le indagini archeologiche risalirebbe agli inizi del IV secolo.